# Пилотная серия (Однажды в сказке)
«Пило́т» (англ. Pilot) — первый эпизод американского телевизионного сериала в жанре фэнтези «Однажды в сказке». Премьерный показ в США состоялся в восемь часов вечера 23 октября 2011 года на телеканале ABC. Режиссёром эпизода являлся Марк Майлод, а сценарий к нему написали авторы идеи сериала Эдвард Китсис и Адам Хоровиц.
За несколько дней до выхода ABC предоставил возможность жителям США посмотреть серию онлайн на сайте Internet Movie Database. В Канаде телеканал CTV транслировал серию в тот же день, что и ABC, но в большинстве регионов на час раньше американской премьеры. В России эпизод впервые был показан на Fox Life в десять часов вечера 9 февраля 2012 года.
В пилотном эпизоде показывается, как в сказочном мире проклятие Злой королевы переносит всех героев из Зачарованного леса в реальный мир, а единственной избежавшей его становится Эмма, новорождённая дочь Белоснежки и Прекрасного принца. В современном Бостоне Генри разыскивает свою мать Эмму Свон и убеждает её переехать в Сторибрук, где после попадания в реальный мир оказались сказочные герои, утверждая, что она та самая дочь Белоснежки и только ей под силу разрушить проклятие.
Серия получила в целом положительные отзывы от критиков, а её первый показ в США привлёк около 12,93 млн. зрителей. Рейтинг в категории взрослые от 18 до 49 лет составил 4,0/11, благодаря чему премьера «Однажды в сказке» стала самой рейтинговой в сезоне 2011/12 среди драматических сериалов и лучшей в воскресение на ABC за пять лет.

## Сюжет серии

### В Зачарованном лесу
Прекрасный принц (Джошуа Даллас) спешит к гномам, чтобы спасти Белоснежку (Джиннифер Гудвин), уснувшую мёртвым сном после того, как откусила кусочек отравленного яблока Злой королевы (Лана Паррия). Гномы сообщают принцу, что уже слишком поздно и она умерла. Не веря их словам, он целует Белоснежку, в результате чего злые чары рассеиваются и она просыпается. Позже Белоснежка и Прекрасный принц женятся, но их свадьбу прерывает внезапное появление Злой королевы. Она угрожает молодожёнам страшным проклятием, которая намерена наложить на них.
Спустя некоторое время беременная Белоснежка всё ещё тревожится о проклятии и уговаривает принца пойти к Румпельштильцхену (Роберт Карлайл), который в обмен на имя их будущего ребёнка рассказывает, что согласно пророчеству проклятие Злой королевы перенесёт всех в такое ужасное место, где никто, кроме королевы, не будет счастлив. Также он предрекает, что ещё нерождённая дочь Белоснежки, Эмма, вернётся, когда ей исполнится 28 лет, чтобы спасти их и начать последнюю битву с королевой.
Принц и Белоснежка созывают других жителей Заколдованного леса на совет для принятия плана противостояния королеве и её проклятию. По предложению Голубой феи Джеппетто вместе с Пиноккио изготавливают шкаф из магического дерева, который способен защитить одного человека от проклятия. Предполагалось, это будет беременная Белоснежка, но в то время, когда стражники заметили, как проклятие королевы начало воплощаться в жизнь, она поняла, что скоро будет рожать.
После рождения дочери, Белоснежка просит принца укрыть девочку в шкафу, веря в предсказание Румпельштильцхена. Прекрасному принцу удаётся спасти новорождённую Эмму, поместив её в волшебный шкаф, но вскоре в сражении с прислужниками Злой королевы он получает смертельное ранение. Раненый принц видит, как преданные королеве люди открывают дверцу шкафа, но никого там не обнаруживают. Потом в замке появляется Злая королева и радуется своей победе, видя Белоснежку с умирающим принцем на руках, пока проклятие переносит их «куда-то в ужасное место».

### В Сторибруке
Эмма Свон (Дженнифер Моррисон) — одинокая женщина из Бостона, работающая поручителем и охотником за головами. Вернувшись домой после поимки должника Райана, она задувает на праздничном кексе свечку по случаю своего 28-го дня рождения и загадывает желание. В этот же момент в дверь раздаётся звонок, и, открыв её, Эмма видит на пороге 10-летнего мальчика Генри (Джаред Гилмор). Он сообщает, что является её сыном, которого она отдала на усыновление сразу после рождения, будучи ещё подростком. Неготовая участвовать в жизни мальчика, Эмма соглашается отвезти его обратно домой в город Сторибрук в штате Мэн.
По дороге Генри показывает ей свою большую книгу сказок и уверяет, что описанные в ней истории вовсе не вымысел. По приезде в Сторибрук Генри сообщает Эмме, что на самом деле все жители этого города являются сказочными героями, перенесёнными в этот мир проклятьем королевы и забывшие, кто они такие. Например, он считает, что его психолог Арчи Хоппер (Рафаэль Сбардж) на самом деле Говорящий Сверчок из «Пиноккио», а школьная учительница Мэри Маргарет Бланшар — Белоснежка. Генри утверждает, что время в Сторибруке застыло, никто не может покинуть город и только Эмма способна разрушить это проклятие. Но Эмма скептически относится к рассказам мальчика и возвращает его приёмной матери — мэру города Реджине Миллс, которая в действительности является Злой королевой из сказки.
Реджина приглашает Эмму в свой дом, предлагая выпить сидра и поговорить. После этого Эмма собирается уехать домой, но на выезде из города, отвлёкшись на забытую в автомобиле книгу Генри, чуть не сбивает волка. Во время торможения на мокрой дороге её машину заносит, в результате чего она попадает в аварию и теряет сознание. Очнувшись, понимает, что арестована и находится в полицейском участке Сторибрука. Когда Эмма узнаёт, что Генри снова сбежал, предлагает мэру Миллс и шерифу Грэму сделку, по которой, если те её отпустят, она поможет отыскать сына. Выяснив, что услуги сайта по поиску матери были оплачены с кредитной карты Мэри Маргарет, Эмма направляется к учительнице и та советует «поискать в его замке». Найдя Генри в замке на детской площадке, Эмма возвращает ему книгу и они беседуют. Позже она решает ненадолго остаться в Сторибруке, особенно после того, как Реджина подозрительно настойчиво пыталась убедить её покинуть город.
Спустя некоторое время после разговора с Эммой Мэри Маргарет, работающая также и волонтёром в госпитале Сторибрука, расставляет букеты рядом с кроватями пациентов, в том числе и для находящегося в коме Джона Доу — сказочного Прекрасного принца. Эмма же приезжает в отель «У бабушки», чтобы снять комнату. При входе она встречает пожилую хозяйку, ругающуюся со своей внучкой Руби, являющейся в сказочном мире Красной Шапочкой. Во время оформления комнаты в отель заходит мистер Голд, Румпельштильцхен, которому старушка отдаёт часть заработанных денег, а в разговоре называет его «владельцем города». В то мгновение, когда Эмма берёт в руки ключ от комнаты, стрелки на городских часах, до этого застывшие на времени 8:15, вновь начинают свой ход.

## Отсылки
Пилотная серия содержит в себе ряд отсылок к другим произведениям массовой культуры, замеченных зрителями и телевизионными критиками. Наибольшее число из них относится к мифологии сериала «Остаться в живых», сценаристами и исполнительными продюсерами которого были Китсис и Хоровиц. Так, дом Реджины имеет номер 108, получаемый сложением цифр «4, 8, 15, 16, 23, 42», а время на городских часах замерло на мгновении 8:15, что соответствует номеру рейса авиакомпании Oceanic Airlines, потерпевшему авиакатастрофу на таинственном острове в Тихом океане. Помимо этого на заднем стекле «Жука» Эммы наклеен стикер вымышленной группы Geronimo Jackson, а во время её пробуждения крупно показывается открытие глаза. Китсис по поводу этих отсылок отметил, что для них с Хоровицем один из создателей сериала «Остаться в живых» Деймон Линделоф является своеобразным «крёстным отцом», помогающим им в работе над сериалом, поэтому эти отсылки являются данью уважения ему. Хоровиц в свою очередь заявил, что планируется добавлять подобные отсылки и в будущих эпизодах.